# Кубок валлійської ліги з футболу 2012—2013
Кубок валлійської ліги 2012–2013 — 21-й розіграш Кубка валлійської ліги. Переможцем вдруге став Кармартен Таун.

## Календар
| Раунд        | Дата                       | Матчі | Клуби   |
| ------------ | -------------------------- | ----- | ------- |
| Перший раунд | 4 вересня 2012             | 4     | 20 → 16 |
| 1/8 фіналу   | 25 вересня - 9 жовтня 2012 | 8     | 16 → 8  |
| 1/4 фіналу   | 9-30 жовтня 2012           | 4     | 8 → 4   |
| 1/2 фіналу   | 8 листопада 2012           | 2     | 4 → 2   |
| Фінал        | 12 січня 2013              | 1     | 2 → 1   |

## Перший раунд
| Команда 1                     | Рахунок         | Команда 2                 |
| ----------------------------- | --------------- | ------------------------- |
| 4 вересня 2012                |                 |                           |
| Беклі Таун (2)                | 1:2             | Пенринкоч (2)             |
| Ріл (2)                       | 2:0             | Портмадог (2)             |
| Теффс Вел (2)                 | 2:2 дч пен. 2:3 | Бринтіріон Атлетік (2)    |
| Кембріан-енд-Клайдеч-Вейл (2) | 0:4             | Гейверфордвест Каунті (2) |

## 1/8 фіналу
| Команда 1                 | Рахунок         | Команда 2             |
| ------------------------- | --------------- | --------------------- |
| 25 вересня 2012           |                 |                       |
| Порт-Толбот Таун          | 2:2 дч пен. 5:4 | Аберіствіт Таун       |
| Ріл (2)                   | 1:3             | Коннаг'с Куей Номандс |
| 2 жовтня 2012             |                 |                       |
| Гейверфордвест Каунті (2) | 3:5             | Лланеллі              |
| Ньютаун                   | 4:5 дч          | Аван Лідо             |
| Престатін Таун            | 0:2             | Нью-Сейнтс            |
| 9 жовтня 2012             |                 |                       |
| Бала Таун                 | 6:1             | Бангор Сіті           |
| Бринтіріон Атлетік (2)    | 1:2             | Кармартен Таун        |
| Пенринкоч (2)             | 0:1             | Ейрбас                |

## 1/4 фіналу
| Команда 1             | Рахунок | Команда 2        |
| --------------------- | ------- | ---------------- |
| 9 жовтня 2012         |         |                  |
| Лланеллі              | 6:3     | Аван Лідо        |
| 30 жовтня 2012        |         |                  |
| Бала Таун             | 2:3     | Нью-Сейнтс       |
| Кармартен Таун        | 3:2     | Порт-Толбот Таун |
| Коннаг'с Куей Номандс | 1:3 дч  | Ейрбас           |

## 1/2 фіналу
| Команда 1        | Рахунок | Команда 2 |
| ---------------- | ------- | --------- |
| 8 листопада 2012 |         |           |
| Кармартен Таун   | 2:1     | Лланеллі  |
| Нью-Сейнтс       | 5:2     | Ейрбас    |

## Фінал
| 12 січня 2013 17:00 (EEST) |

| Кармартен Таун            | 3:3 дч   | Нью-Сейнтс                   |
| ------------------------- | -------- | ---------------------------- |
| Х'юз 41' К.Томас 59', 66' | Протокол | Еванс 7' Фінлі 58' Вайлд 85' |

| Латам Парк, Ньютаун Глядачів: 455 Арбітр: Нік Пратт |

|                                    |     | Пенальті                                 |  |
| Гікс · К.Томас · Л.Томас · Ганфорд | 3:1 | Фроган · Дарлінгтон · Сіргінт · Гаррісон |  |